# هایبری

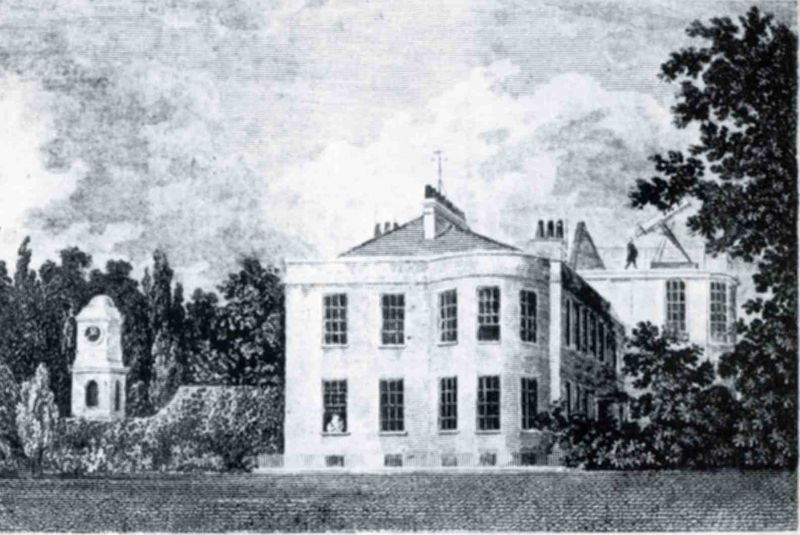
خانه در منطقه هایبری - سال ۱۸۰۰ میلادی

هایبری (به انگلیسی: Highbury) منطقه‌ای در محله اسلینگتون لندن است. این منطقه به وسعت ۵۰۰ هکتار (۲ کیلومتر مربع) در شمال شهر لندن قرار دارد.
بر اساس سرشماری جمعیت در سال ۲۰۰۱ هایبری دارای ۲۱٬۹۵۹ نفر جمعیت است. از این تعداد ۷۵٪ سفیدپوست، ۱۱٪ سیاه‌پوست و ۱۰٪ آسیایی هستند.
از اماکن مهم این منطقه ورزشگاه آرسنال( به انگلیسی :Arsenal Stadium) است که در سال ۱۹۱۳ میلادی ساخته شده.